# Ribosa
La ribosa, literalmente ‘azúcar RIB’ —llamada así por Phoebus Levene y Walter Abraham Jacobs en referencia al Laboratorio de Bioquímica del Instituto Rockefeller (Rockefeller Institute Biochemistry)—, es una pentosa (monosacárido de cinco átomos de carbono) y, más concretamente, una aldopentosa, debido a que contiene un grupo aldehído. La ribosa posee una relevancia biológica alta en los seres vivos, porque en una de sus formas cíclicas, la β-D-ribofuranosa (a menudo denominada también como "ribosa", aunque impropiamente), constituye uno de los componentes principales del ARN y de otros nucleótidos no nucleicos como el ATP.
La ribosa procede de la polimerización de la eritrosa. A partir de la ribosa se sintetiza la desoxirribosa en la ruta de la pentosa fosfato. Además se le considera uno de los azúcares oligosacáridos con mayor carácter hidrosoluble.
Las células, dentro del núcleo contienen dos tipos de ácidos nucleicos, el ARN y el ADN.  Cuando se hidroliza el ARN, además de otros compuestos se obtiene la ribosa. La mayor importancia biológica, en cuanto a la ribosa se refiere, es la formación en la estructura de los ácidos nucleicos, los cuales a su vez participan en la síntesis de proteínas.(Allinger)
Su fórmula química es: C5H10O5.